# Viaje y epílogo
«Viaje y epílogo» es una canción compuesta por los músicos argentinos Luis Alberto Spinetta y Leo Sujatovich e interpretada por  el grupo musical Spinetta Jade, que integra el álbum Bajo Belgrano de 1983, tercer álbum de la banda, ubicado en la posición n.º 69 de la lista de los 100 mejores discos del rock argentino por la revista Rolling Stone.
En este álbum Spinetta Jade formaba con Spinetta (voz y guitarra), Leo Sujatovich (teclados), Pomo Lorenzo (batería) y César Franov (bajo).
La canción fue elegida por Spinetta para ser interpretada en el recital que dio en la Casa Rosada el 4 de marzo de 2005.

## La canción
"Viaje y epílogo" es el décimo y último track. La letra empieza y termina con puntos suspensivos, relacionando los sueños, con los viajes y la continuidad de la vida. La canción impulsa a seguir en movimiento, «que la luz no lleva miedo».

...sueña y sigue

y viaja que la luz no lleva miedo...